# Over fai
Over fai è un singolo del rapper italiano Vale Lambo, pubblicato il 22 febbraio 2018 come secondo estratto dal primo album in studio Angelo.

## Video musicale
Il videoclip è stato pubblicato il 22 febbraio 2018 sul canale YouTube di Vale Lambo.

## Tracce
Testi e musiche di Valerio Apice e Antonio Lago.
1. Over fai – 3:39